# Scoloplos madagascariensis
Scoloplos madagascariensis är en ringmaskart som först beskrevs av Fauvel 1919.  Scoloplos madagascariensis ingår i släktet Scoloplos och familjen Orbiniidae. Inga underarter finns listade i Catalogue of Life.